# Мельников, Николай Михайлович (юрист)
Николай Михайлович Мельников (23 сентября 1882—11 декабря 1972) — донской казак, член Всероссийского учредительного собрания, председатель Совета министров Южно-Русского правительства.

## Биография
Донской казак станицы Трехостровянская Области войска Донского. Родился в семье состоятельного винодела, жившего в тот момент в станице Качалинской. Отец содержал земскую почтовую станцию, славившуюся тройками. После окончания двухклассного станичного училища и Царицинской гимназии был принят на юридический факультет Московского университета. Воспользовался перерывом в занятиях, возникшем из-за революционных беспорядков, для того, чтобы прослушать курс высшей русской Школы социальных наук в Париже. В 1906 году сдал государственные экзамены при окончании юридического факультета Московского университета.
Окончив университет, получил место[какое?] при Новочеркасском Окружном суде. После того, как отслужил положенный срок военной службы, стал мировым судьёй в станицы Митякинской. В 1909 году назначен на мировым судьёй в городе Калач на Дону, а через год ту же должность в станице Качалинской. С 1913 года избран председателем Съезда Мировых судей 2-го Донского округа и после этого переехал в ст. Нижне-Чирскую.
В свободное время занимался общественной и кооперативной работой. Организовывал в местах своего жительства кредитные и ссудо-сберегательные товарищества. Был избран председателем правления Народного Дома и в обществах взаимопомощи
В 1917 году, после февральской революции, Мельникова избрали председателем Исполнительного комитета общественных организаций 2-го Донского округа. Он также был избран от станицы Нижне-Чирской делегатом на Донской казачий съезд, Его избирали членом всех Войсковых Кругов времён атамана Каледина. По другим сведениям с мая 1917 товарищ председателя Донского войскового круга. В августе 1917 года был председателем на Малом Войсковом Круге. Был делегатом на Московском Государственном Совещании, там подготовил общую часть декларации, зачитанную атаманом Калединым.
Председатель на сентябрьской сессии Большого Войскового Круга, после этого стал заместителем председателя Донского Войскового правительства.
Избран в несостоявшееся Всероссийское учредительное собрание в Донском избирательном округе по списку № 4 (казаки).
В 1918—1919 годах (при П. Н. Краснове и А. П. Богаевском) член Новочеркасской судебной палаты, и работал как эксперт в комиссиях Войсковых Кругов. Был председателем чрезвычайной ревизионной комиссии и обнаружил злоупотребления в Отделе Продовольствия Донского правительства и в Донском Интендантстве.
В начале декабря 1919 года стал председателем Войскового правительства атамана А. П. Богаевского. После провала соглашения Верховного Круга Дона, Кубани и Терека с Деникиным, в феврале 1920 года занял пост председателя Совета министров Южно-Русского правительства.
В марте 1920 года выехал в Константинополь. За границей был представителем Донского атамана, до тех пор пока сам атаман находился в Крыму с остатками Донской армии. В 1922 году занял пот председателя Донского правительства в эмиграции и вошел в состав Объединённого Совета Дона, Кубани и Терека. На этом посту оставался до октября 1934 г.; содействовал организации Донской Исторической комиссии, издавшей три тома «Донское Летописи», а также труд проф. Сватикова «Россия и Дон» и анкету «Казачество»; в этот же период времени редактировал журналы «Вестник Казачьего Союза», «Родимый Край», и «Казак». Был председателем Общеказачьего Союза, объединявшего 188 казачьих организаций в 17 странах
.
После смерти А. П. Богаевского, работал бухгалтером на французских заводах и служил в секретариате города Бри-Конт-Робер. В возрасте 74:-х лет помещен в земгоровский дом для престарелых; продолжает печатать в журнале «Родимый Край» мемуарные статьи, освещая деятельность Донского правительства и охраняя в казачьем мнении память генерала Деникина. Отдельными книгами вышли в свет: его монография «Ермак Тимофеевич, князь Сибирский» (1961 с.) и сборник статей посвященных памяти Митрофана Петровича Богаевского, под редакцией Н. М. Мельникова (1964 г), обе в издании «Родимого Края».
С марта 1920 года — в эмиграции. В 1922—1934 председатель «Донского правительства (в эмиграции)», а в 1920—1930-е годы и правление «Казачьего Союза». В Праге входил в Донскую историческую комиссию. С 1924 года организатор Казачьего союза в Париже, редактор «Вестника Казачьего союза» (с 1929 года «Родимый край»), «Казак».
С 1929 года был масоном.
Содействовал организации и работе Донской исторической комиссии, издавшей три тома «Донской летописи» и труд С. Г. Сватикова «Россия и Дон».
В 1956 переехал вместе женой в старческий дом в Кормей-ан-Паризи. Посвятил себя там литературной работе.
Книга о генерале Краснове осталась не законченной.
Умер в больнице Аржантёй под Парижем.
Похоронен на кладбище Сент-Женевьев-де-Буа

## Семья
- Жена — Елизавета Николаевна Овечкина (1888— 17 июля 1978), скончалась в старческом доме Кормей-ан-Паризи, через три дня похоронена на казачьем участке кладбищa Сент-Женевьев-де-Буа[7]
  - Имели двух дочерей.

## Труды
- Мельников Н. М. Алексей Максимович Каледин (личность и деятельность) // Донская летопись, № 1 1923
- «Ермак Тимофеевич. Князь Сибирский. Его сподвижники и продолжатели» (1961).
- «Как извращается история» (1963)
- Мельников Н. М. А. М. Каледин — герой Луцкого прорыва и Донской Атаман «Родимый край». типогр. в Испании, 1968. 374 с.
- «Почему белые на юге не победили красных?». 1955 (рукопись, не найдена)